# Georges della Faille de Leverghem

Della Faille de Leverghem (2e van links) met Belgische diplomaten (ca. 1938)

Georges Antoine Hubert della Faille de Leverghem (Booischot, 18 augustus 1869 - Brussel, 11 december 1944) was een Belgisch diplomaat.

## Biografie

### Familie en jeugd
Georges della Faille de Leverghem was een telg uit de familie Della Faille de Leverghem. Hij werd in het Kasteel Ter Laken geboren als enige zoon, na twee dochters, van graaf Charles della Faille de Leverghem, senator, en Pauline Geelhand. Hij was een kleinzoon van Alphonse della Faille de Leverghem, burgemeester van Booischot, gedeputeerde van Antwerpen en volksvertegenwoordiger.
Na secundair onderwijs bij de Antwerpse paters jozefieten studeerde hij aan de Katholieke Universiteit Leuven geschiedenis en moraalwetenschappen, aangevuld met twee kandidaturen in de letteren en wijsbegeerte, die normaal in een rechtenstudie moesten uitmonden. De jonge aristocraat koos echter voor de diplomatie.

### Diplomaat

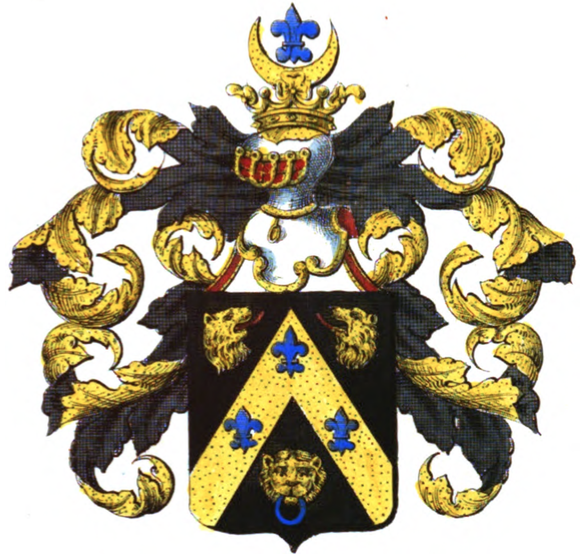
Wapenschild van de familie della Faille de Leverghem

Na drie maanden stage, in januari 1892, werd hij tot legatieattaché benoemd in Berlijn. Na te zijn geslaagd in het diplomatiek en commercieel examen werd hij benoemd tot gezantschapssecretaris tweede klasse.
Eind 1894 werd hij verplaatst naar Lissabon. Hij ontmoette er eerste ambassadesecretaris Edmond de Gaiffier d'Hestroy, met wie hij later de top van de Belgische diplomatie bereikte. In 1897 werd hij secretaris eerste klasse en in 1898 werd hij benoemd op het gezantschap bij de Heilige Stoel.
Tussen 1900 en 1904 was hij gezantschapssecretaris in Berlijn. Bij het overlijden van zijn vader erfde hij de titel van graaf. In 1903 trouwde hij in Brussel met Simonne Maskens (1876-1946), uit een diplomatenfamilie die banden had met de koninklijke familie. Vader Léon Maskens was op dat moment gevolmachtigd minister in Caïro en zijn zoon Charles attaché in Parijs. Het gezin Della Faille-Maskens kreeg twee zoons, maar die hadden geen verder nageslacht.
Van 1904 tot 1906 was Della Faille opnieuw op het Belgisch gezantschap bij de Heilige Stoel om daarop naar Berlijn terug te keren als gezantschapsraad, de directe medewerker en plaatsvervanger van de ambassadeur. Na een kort verblijf in Den Haag, vanaf augustus 1909, werd hij in december 1910 buitengewoon gezant en gevolmachtigd minister in Tokio, in opvolging van de toen overleden Albert d'Anethan.
Della Faille verbleef als gevolg van de Eerste Wereldoorlog een kleine tien jaar in Japan. Vanaf juni 1920 werd hij voor de vierde maal in Berlijn benoemd, om de Belgisch-Duitse betrekkingen, die in het licht stonden van herstelbetalingen en ontwapening, te normaliseren. 

### Ambassadeur in Rome
In september 1924 kreeg hij de begeerde benoeming van ambassadeur in Italië, als opvolger van Werner van den Steen de Jehay.
Wat in principe een rustige ambassade moest zijn, werd een van de drukste plekken binnen de Belgische diplomatie. Enerzijds was er de evolutie van Italië tot een quasi-totalitaire staat met een fascistische organisatie, onder de leiding van Benito Mussolini en moest de Belgische regering daar zien mee om te gaan. De relaties stonden af en toe op scherp, onder meer toen men de bevrijding moest bekomen van de gearresteerde en veroordeelde antifascistische student Léo Moulin.
Anderzijds waren er de delicate onderhandelingen die moesten leiden tot het huwelijk tussen de Italiaanse kroonprins en de Belgische prinses Marie José. Hierover pleegde Della Faille niet alleen druk overleg met de regering, maar ook met koning Albert, koningin Elisabeth en Marie José zelf.
Na zeven jaar in Rome beëindigde Della Faille zijn diplomatieke loopbaan.

### Laatste jaren
Nadien bleef hij nog met Buitenlandse Zaken verbonden. Zo stond hij in mei 1934 aan het hoofd van een protocollaire missie in Spanje naar aanleiding van de troonsbestijging van koning Leopold III. Daarna zetelde hij tot begin 1936 ook nog in een aantal diplomatieke adviesorganen.
In 1937 was hij medestichter van de Vereniging van de Belgische adel. Hij was ook voorzitter van de Adviesraad voor het verlenen van adellijke gunsten.
Als voorzitter van de familievereniging Della Faille was hij de promotor voor het schenken van de kunstcollectie van de familie aan de Koninklijke Musea voor Schone Kunsten van België in Brussel, een van de belangrijkste schenkingen die deze musea ooit ontvingen.
Hij overleed op 75-jarige leeftijd in zijn residentie aan de Brusselse Marnixlaan.